# Alexander Mackenzie (premier Kanady)
Alexander Mackenzie (ur. 28 stycznia 1822, zm. 17 kwietnia 1892) – drugi premier Kanady. Sprawował swój urząd od 7 listopada 1873 do 8 października 1878 z ramienia Partii Liberalnej.

## Życiorys
Urodzony w Logierait w Szkocji, w wieku dwudziestu lat wyemigrował do Kanady. Otrzymał średnie wykształcenie. Był dwukrotnie żonaty z Helen Neil i, po owdowieniu, z Jane Sym. Z pierwszego związku doczekał się trojga dzieci, z których tylko najmłodsza córka dożyła dorosłego wieku.
Mackenzie był liderem Partii Liberalnej w latach 1873–1880. Po wygranych wyborach parlamentarnych w 1873 został premierem Kanady, zastępując odchodzącego w atmosferze skandalu Johna Macdonalda. Wybory w 1878 zakończone porażką liberałów położyły kres jego urzędowaniu.
Jako premier Alexander Mackenzie powołał Sąd Najwyższy Kanady, Najwyższy Urząd Kontroli – Auditor General i wyższą szkołę wojskową – Royal Military College of Canada oraz pracował nad rozpoczęciem budowy kolei transkanadyjskiej. Doprowadził do ograniczenia władzy brytyjskiego gubernatora generalnego. W kwestiach gospodarczych jego rząd okazał się nieudolny, na co wpływ miał panujący od 1873 roku światowy kryzys gospodarczy.
Zmarł w Toronto w Ontario, został pochowany w Sarnii. Będąc szkockim nacjonalistą, odrzucił ofertę otrzymania brytyjskiego szlachectwa.